# Задунаєвський
Задунаєвський (рос. Задунаевский) — хутір Шовгеновського району Адигеї Росії. Входить до складу Заревського сільського поселення.
Населення — 37 осіб (2015 рік).